# Horatio C. Claypool

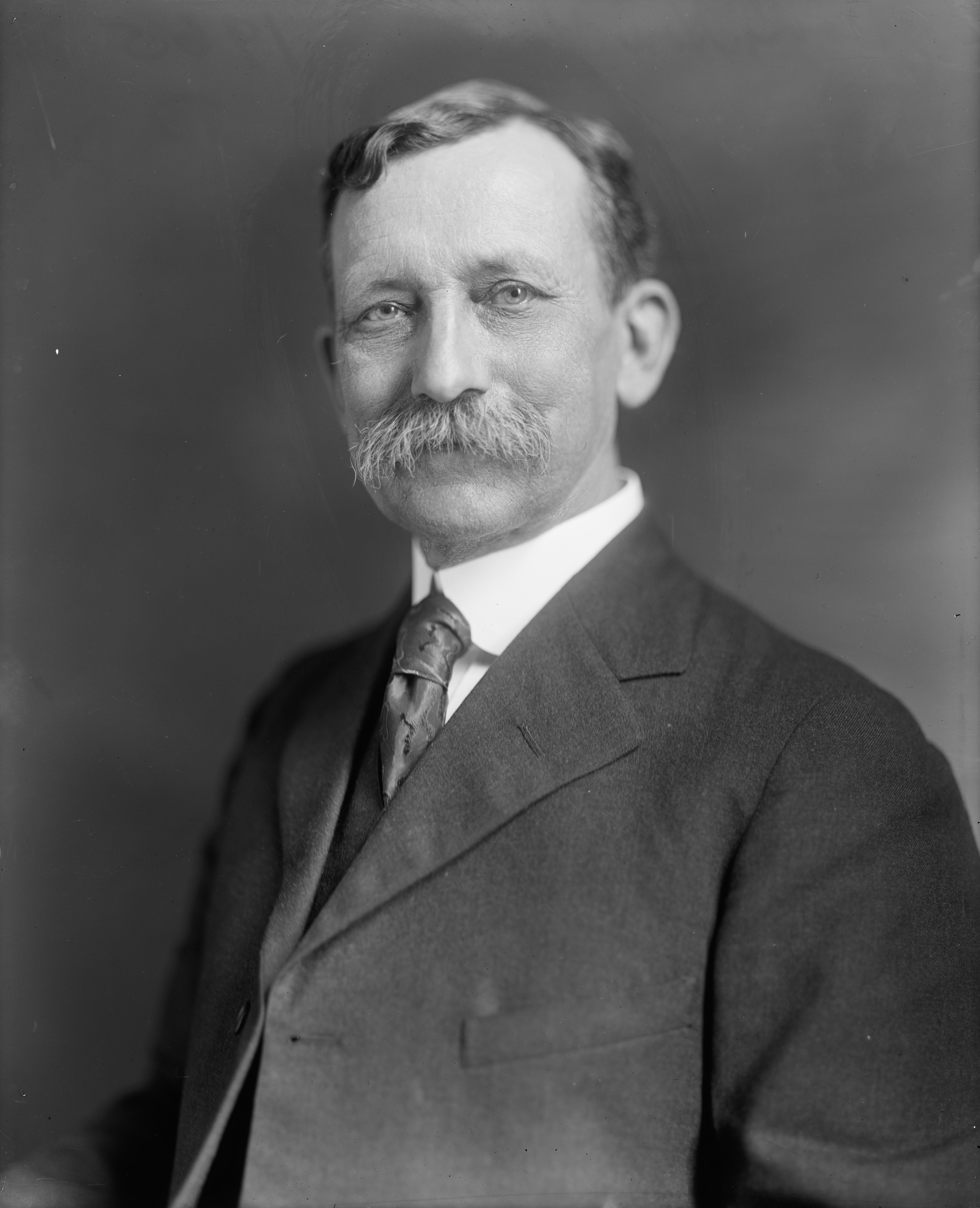
Horatio C. Claypool

Horatio Clifford Claypool (* 9. Februar 1859 in McArthur, Ohio; † 19. Januar 1921 in Columbus, Ohio) war ein US-amerikanischer Politiker. Zwischen 1911 und 1915 sowie nochmals von 1917 bis 1919 vertrat er den Bundesstaat Ohio im US-Repräsentantenhaus.

## Werdegang
Horatio Claypool war der Vater des Kongressabgeordneten Harold K. Claypool (1886–1958) und ein Cousin von John B. Peterson (1850–1944), der den Staat Indiana im US-Repräsentantenhaus vertrat. Er besuchte die öffentlichen Schulen seiner Heimat und danach bis 1880 die Normal School in Lebanon. Nach einem anschließenden Jurastudium und seiner 1882 erfolgten Zulassung als Rechtsanwalt begann er in Chillicothe in diesem Beruf zu arbeiten. Von 1899 bis 1903 war er Staatsanwalt im dortigen Ross County; zwischen 1905 und 1910 fungierte er dort als Nachlassrichter. Politisch schloss er sich der Demokratischen Partei an.
Bei den Kongresswahlen des Jahres 1910 wurde Claypool im elften Wahlbezirk von Ohio in das US-Repräsentantenhaus in Washington, D.C. gewählt, wo er am 4. März 1911 die Nachfolge des Republikaners Albert Douglas antrat. Nach einer Wiederwahl konnte er bis zum 3. März 1915 zwei Legislaturperioden im Kongress absolvieren. 1913 wurden der 16. und der 17. Verfassungszusatz ratifiziert. Im Jahr 1914 verlor Claypool gegen Edwin D. Ricketts. Bei den Wahlen des Jahres 1916 wurde er erneut im elften Distrikt seines Staates in den Kongress gewählt, wo er am 4. März 1917 Ricketts wieder ablöste. Da er diesem im Jahr 1918 erneut unterlag, konnte er bis zum 3. März 1919 nur eine weitere Amtszeit im US-Repräsentantenhaus verbringen. Diese Zeit war weitgehend von den Ereignissen des Ersten Weltkrieges geprägt.
Nach dem Ende seiner Zeit im Kongress praktizierte Horatio Claypool wieder als Anwalt in Chillicothe. Er starb am 19. Januar 1921 in Columbus und wurde in Chillicothe beigesetzt.